# Brónik

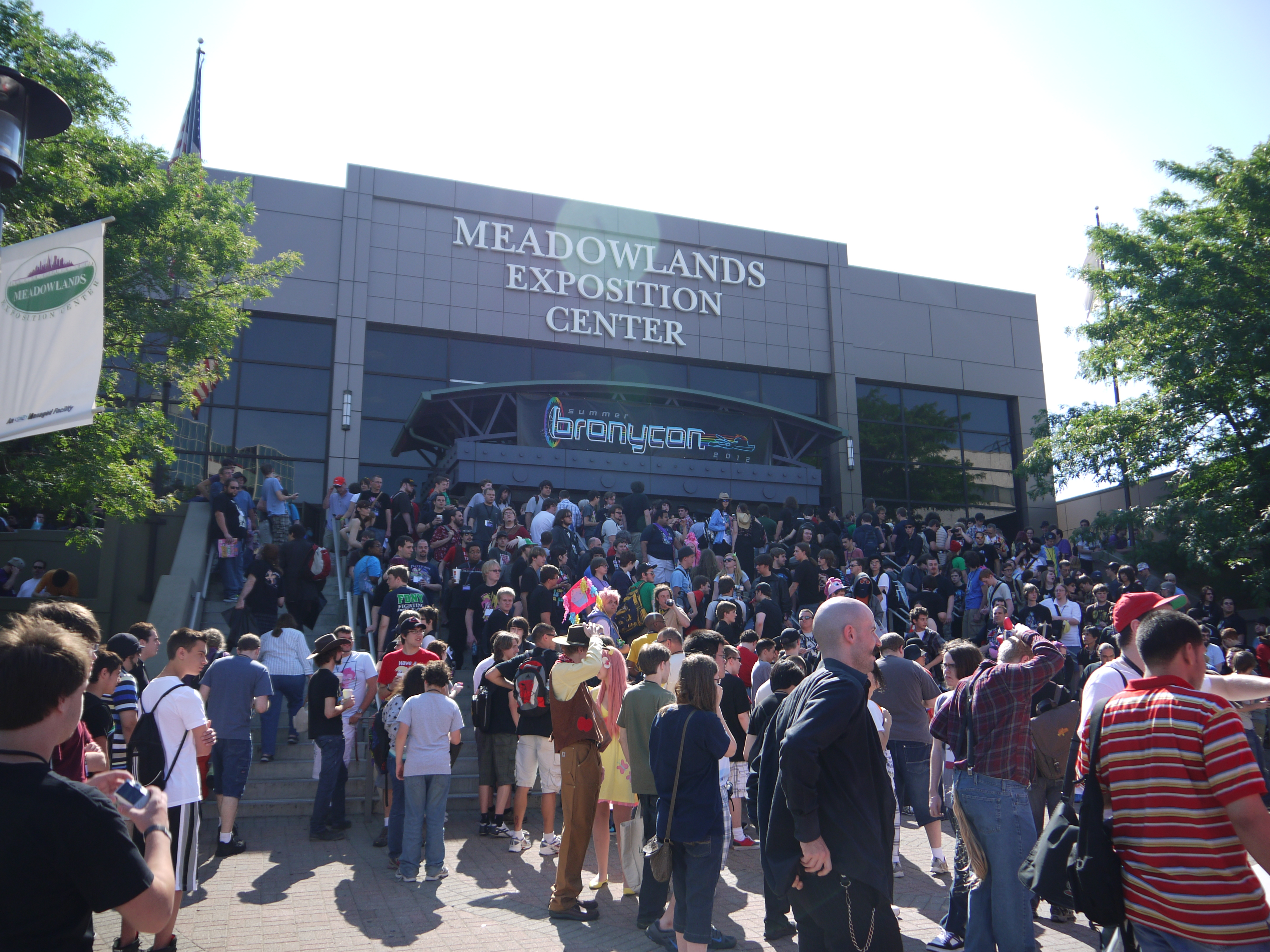
2012-es brónitalálkozó Secaucus-ban, New Jersey-ben.

A brónik (egyes számban: bróni) (nyugaton: brony, a "bro" (=fivér) és a "pony" (=póni) szó összevonásából, többes számban: "bronies") az Én kicsi pónim: Varázslatos barátság című rajzfilmsorozat férfi rajongóinak összefoglaló neve. Eme csoport tagjai nyíltan elutasítják azt a feltételezést, miszerint az eredetileg kislányoknak szánt sorozatot kizárólag nők nézhetik.
A brónik gyakori "ismertetőjegye" az interneten az úgy nevezett "Brohoof" ami a fent említett Brother és a Hoof (Pata) egyesítéséből van, ez egyfajta köszönés a rajongók között (lényegében a pacsi pónis változata), illetve gyakori még, hogy a felhasználók internetes avatarja egy, a sorozat szereplői közül, vagy egy rajongó által készített pónikép.
Vannak, akik nem fogadják el a brónikat, és egytől egyig homoszexuálisnak tartják őket, illetve kiközösítik például egy internetes fórumon. Ugyanakkor egy, a BronyStudy csoport által elvégzett felmérés kimutatta, hogy a csoport tagjainak 84%-a heteroszexuális, 1,7%-uk valóban homoszexuálisnak tartja magát, 10,3% biszexuálisnak, a fennmaradó 3,8% pedig aszexuálisnak titulálja magát.
Az egyik magyar brony oldal a hunbrony a következő linken található: http://hunbrony.blogspot.hu/